# آلن اوژبولت
آلن اوژبولت (انگلیسی: Alen Ožbolt؛ زادهٔ ۲۴ ژوئن ۱۹۹۶) بازیکن فوتبال اهل اسلوونی است.
از باشگاه‌هایی که در آن بازی کرده است می‌توان به باشگاه فوتبال بروسیا دورتموند ۲ و باشگاه فوتبال دمژاله اشاره کرد.